# Neil Blaney

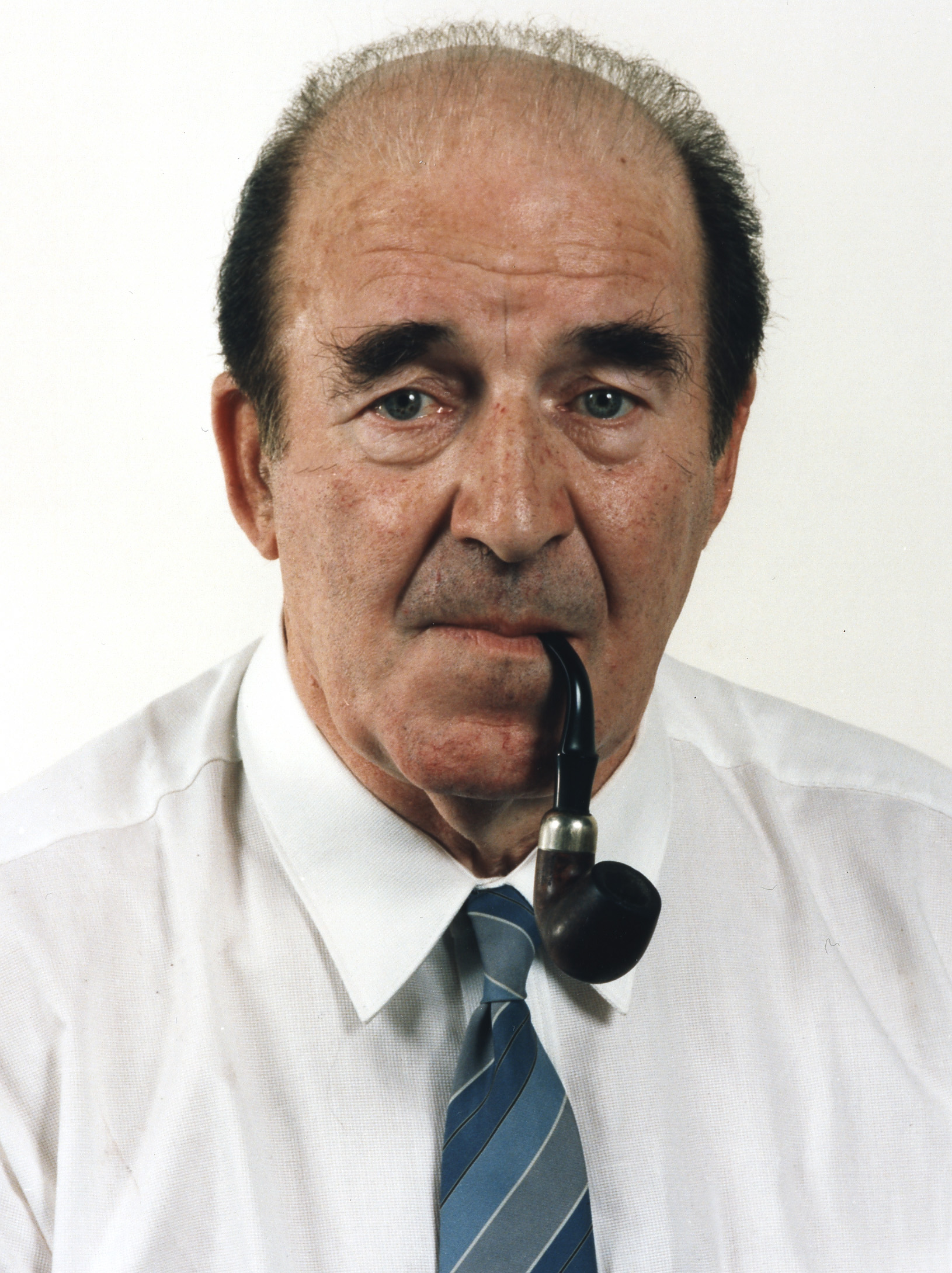
Neil Blaney (1990)

Neil Terence Columba Blaney (irisch Niall Bléine, * 30. Oktober 1922 in Fanad, County Donegal; † 8. November 1995 in Dublin) war ein irischer Politiker der Fianna Fáil und mehrfach Minister.

## Biografie

### Aufstieg zum Minister und Entlassung wegen der Waffen-Krise 1970
Blaney, der von Beruf Geschäftsmann und Landwirt war, war ein Sohn von Neal Blaney, der die Fianna Fáil von 1927 bis 1938 sowie erneut zwischen 1943 und 1948 als Mitglied im Dáil Éireann vertreten hatte. Er selbst begann seine politische Laufbahn als Kandidat der Fianna Fáil bei der durch den Tod seines Vaters notwendig gewordenen Nachwahl (By-election) am 7. Dezember 1948 mit der Wahl zum Abgeordneten des Unterhauses (Dáil Éireann). Dabei konnte er sich mit 19.570 Stimmen (55,53 %) deutlich gegen den früheren Abgeordneten der Fine Gael, Joseph McGinley, sowie den Kandidaten des Clann na Poblachta, James O’Donnell, durchsetzen. Nach seiner Wahl erhielt als jüngster Abgeordneter in den Jahren 1948 bis 1949 den inoffiziellen Titel „Baby of the Dáil“ und wurde damit Nachfolger des bis dahin jüngsten Teachta Dála Oliver J. Flanagan. Zunächst vertrat er von 1948 bis 1961 den Wahlkreis Donegal East sowie von 1961 bis 1970 den Wahlkreis Donegal North-East.
Nach dem Wahlsieg der Fianna Fáil wurde er am 20. März 1957 von Premierminister (Taoiseach) Éamon de Valera zum Minister für Post und Telegrafie ernannt, aber behielt dieses Amt lediglich bis zum 4. Dezember 1957. Gleichzeitig wurde er am 27. November 1957 Minister für Lokalverwaltung und hatte dieses Ministeramt auch unter de Valeras Nachfolger Seán Lemass bis zum 10. November 1966 inne.
Nach dem Amtsantritt von Premierminister Jack Lynch wurde er am 10. November 1966 Minister für Landwirtschaft und Fischerei. Von diesem Amt wurde er wegen seiner Beteiligung an der sogenannten irischen Waffen-Krise zusammen mit Finanzminister Charles J. Haughey am 7. Mai 1970 von Premierminister Lynch entlassen. Die beiden Minister wurden zusammen mit einem Offizier der British Army, einem Mitglied der IRA sowie dem belgischen Waffenhändler Albert Luykx beschuldigt, Waffen im Wert von £ 100.000 für die IRA importiert zu haben. Die Gelder wurden von Fonds entwendet, die für die Unterstützung von katholischen Zivilisten während des Nordirlandkonflikts bestimmt waren. In einem anschließenden Prozess wurde Blaney bereits am 2. Juli 1970, während die anderen Beschuldigten am 23. Oktober 1970 freigesprochen wurden.

### Austritt aus der Fianna Fáil, Abgeordneter und Europaparlamentarier
Aus Protest gegen seine Entlassung durch Lynch trat Blaney jedoch aus der Fianna Fáil aus und der Independent Fianna Fáil (Fianna Fáil Neamhspleách), einer Splittergruppe der Partei, bei.
Er wurde 1973 zunächst als Unterhausabgeordneter im Wahlkreis Donegal North-East wiedergewählt und wurde anschließend noch sechs Mal wiedergewählt. Im Dáil Éireann vertrat er in dieser Zeit zwischen 1977 und 1981 den Wahlkreis Donegal und danach bis zu seinem Tod am 8. November 1995 wieder den Wahlkreis Donegal North-East.
Zwischen 1979 und 1984 war Blaney auch Mitglied des 1. Europäischen Parlamentes. Dem Europäischen Parlament gehörte er als Vertreter Irlands auch während der 3. Wahlperiode von 1989 bis 1994 an und war während dieser Mitgliedschaften Vertreter von Connaught-Ulster.
Nach dem Ausscheiden von Oliver J. Flanagan aus dem Unterhaus wurde er am 17. Februar 1987 dienstältestes Mitglied des Unterhauses und erhielt nunmehr den inoffiziellen Titel „Father of the Dáil“.
Als Blaney November 1995 im Amt verstarb, kam es am 2. April 1996 zu einer Nachwahl im Wahlkreis Donegal North-East, bei der die Kandidatin der Fianna Fáil, Cecilia Keaveney, gewählt wurde. Diese konnte sich gegen Blaneys jüngeren Bruder Harry Blaney durchsetzen, der für die Independent Fianna Fáil (IFF) angetreten war und diese später von 1997 bis 2002 im Dáil Éireann vertreten hatte.
Neil Blaneys Söhne Dara Blaney und Eamonn Blaney kandidierten jeweils als Parteilose bei den Wahlen vom 25. Februar 2011 ohne Erfolg für ein Mandat im Dáil Éireann. Seine Neffen, die Söhne seines jüngeren Bruders Harry Blaney, engagieren sich ebenfalls politisch, und zwar Liam Blaney für die IFF sowie zurzeit für die Fianna Fáil als Mitglied des Rates des County Donegal, während Niall Blaney von 2002 bis 2011 ebenfalls Mitglied des Dáil Éireann war und diesem zunächst als Vertreter der IFF sowie seit Juli 2006 der Fianna Fáil angehörte.